# Europa 7
Europa 7 est une chaîne de télévision diffusée en Italie depuis le 11 octobre 2010. Elle est gérée par l'entreprise Centro Europa 7.

## Historique
En octobre 1999, le groupe possédant la chaîne, Centro Europa 7, obtient l'autorisation de diffuser la chaîne en Italie, sur une bande de fréquence occupée jusqu'alors par une chaîne du groupe Mediaset, de manière illégale en vertu d'une loi anti-concentration publiée en 1997. En 2002, la cour constitutionnelle italienne fixe comme date butoir pour l'abandon de la bande de fréquence par Mediaset au 31 décembre 2003.
La non-libération de la bande de fréquence entraîne la saisine en 2005 de la cour de justice européenne, qui rend un arrêt le 31 janvier 2008 dans lequel elle indique que « les réglementations italiennes successives qui ont pour effet d’empêcher l’accès au marché pour les opérateurs dépourvus de radiofréquences d’émission constituent une entrave à la libre prestation de services ».
Le 7 juin 2012, la CEDH condamne l'Italie à verser 10 millions d'euros à la chaîne de télévision Centro Europa 7 et à son propriétaire, Francesco Di Stefano, empêchés d'émettre pendant dix ans pour des raisons politico-administratives.

## Documentaire
- « Le dossier Berlusconi », diffusé sur Arte le 1er février 2011